# Mozolín
Mozolín (Duits: Mosolin) is een Tsjechische plaats in de gemeente Koleč in de regio Midden-Bohemen en maakt deel uit van het district Kladno. Het dorp ligt op 15 km afstand van Praag. 

## Geografie
Mozolín, evenals de naburige deelgemeente  Týnec, dat ook onder de gemeente Koleč valt, ligt in de vallei van de Týneckýbeek, direct onder de middeleeuwse nederzetting Budeč.  Vanuit deze vallei waren destijds de kolenmijnen bereikbaar waar men werkte. Aan de monding van de beek aan de dorpszĳde werd een dorpsvĳver bĳ de molen aangelegd.

## Geschiedenis
De eerste schriftelijke vermelding in de Tsjechische statistieken dateert van 1720, toen het dorp reeds deel uitmaakte van Koleč. In het doop- en huwelijksregister uit 1703 werd echter al melding gemaakt van een huwelijk dat had plaatsgevonden in Mozolín. In het midden van de 19e eeuw verdienden de inwoners van het dorp hun brood voornamelijk door te werken in de kolenmijnen. Na de sluiting van de mijnen liep het dorp geleidelijk leeg. De huidige inwoners werken ofwel elders ofwel hebben een kleine boerderij of bedrijf aan huis. De kleinschalige landbouwactiviteiten worden bevloeid door de kunstmatig aangelegde grote vijver die als waterreservoir dient.
Het dorp maakt sinds 1960 deel uit van de gemeente Koleč. 

## Bezienswaardigheden

### Štulíkův mlýn
Štulíkův mlýn is een 17-eeuwse molen met vĳver (uitmonding van de Týneckýbeek), het oudste gebouw van Mozolín. Het hoofdgebouw is vervallen en het aangebouwde deel op de begane grond wordt gebruikt als woonhuis. 
De graanmolen was eigendom van de molenaar Štulík, werd aangedreven door waterkracht en is in bedrijf gebleven tot in de jaren zestig van de vorige eeuw. Hij ligt aan de vijver. Momenteel wordt de gehele molen gebruikt als woonhuis met behoud van de originele vorm. In de tuinen van de molen langs de weg naar Týnecké staat een beeld van de heilige Johannes Nepomucenus dat in opdracht van de gemeente werd gemaakt in 1841, Het beeld stond oorspronkelijk naast de toegang tot de brug over de Týnecký maar werd opgeslagen in de tuin toen er een overstroming dreigde.

### Vila Varvažov
Vila Varvažov, het oorspronkelijke huis van kleermaker Josef Varvazovski uit 1802, werd rond de eeuwwisseling van de 19e en 20e eeuw door zijn kleinzoon Václav Varvazovski herbouwd. Václav Varvažovský (1861-1916) was lid van de dorpsraad en Keizerlijke Raad, alsmede eigenaar van de nabijgelegen suikerfabriek. Zijn gelijknamige zoon, jurist Václav Varvažovský (1898-1944), liet de villa in 1927 moderniseren.
Aan de zijkant van de villa vindt men nog overblijfselen, waaronder een muur van een voormalige dependance van de grotere suikerfabriek van Zákolany. Hier organiseerde journalist en politicus Ladislav Zapotocký in 1890 een staking om betere arbeidsomstandigheden af te dwingen.

## Verkeer en vervoer

### Autowegen
Het dorp is bereikbaar via de regionale weg van Koleč naar Zákolany die door het dorp loopt.

### Spoorlĳnen
Er is geen station in het dorp, maar spoorlĳn 093 van Kladno naar Kralupy nad Vltavou loopt sinds 1855 langs de rand van het dorp. Ten tĳde van de kolenmĳnen was er wel een halte.

### Buslĳnen
Er is geen bushalte in het dorp. De dichtstbĳzĳnde halte is in het naburige dorp Koleč.

## Demografie
Mozolín telde in 2021 38 inwoners die er permanent woonden. De eerste huisnummering werd reeds in 1789 gedaan.
| Jaar            | 1789 | 1801 | 1825 | 1826 | 1859 | 1880 | 1890 | 1900 | 1910 | 1950 | 1970 | 1980 | 2005 | 2011 | 2021 |
| Aantal inwoners | ?    | 52   | ?    | 77   | ?    | 178  | 181  | 174  | 118  | 80   | 66   | 46   | 34   | ?    | 38   |
| Aantal huizen   | 3    | 11   | 16   | 16   | 21   | 21   | 21   | 21   | 21   | 21   | 21   | 21   | 21   | 21   | ?    |

## Bekende inwoners
De impressionistische schilder Alois Hejl (1909-1978) uit Praag verbleef in de zomers regelmatig in het dorp bij zijn vriendin en legde de landschappen en bewoners vast op het doek.

## Galerij

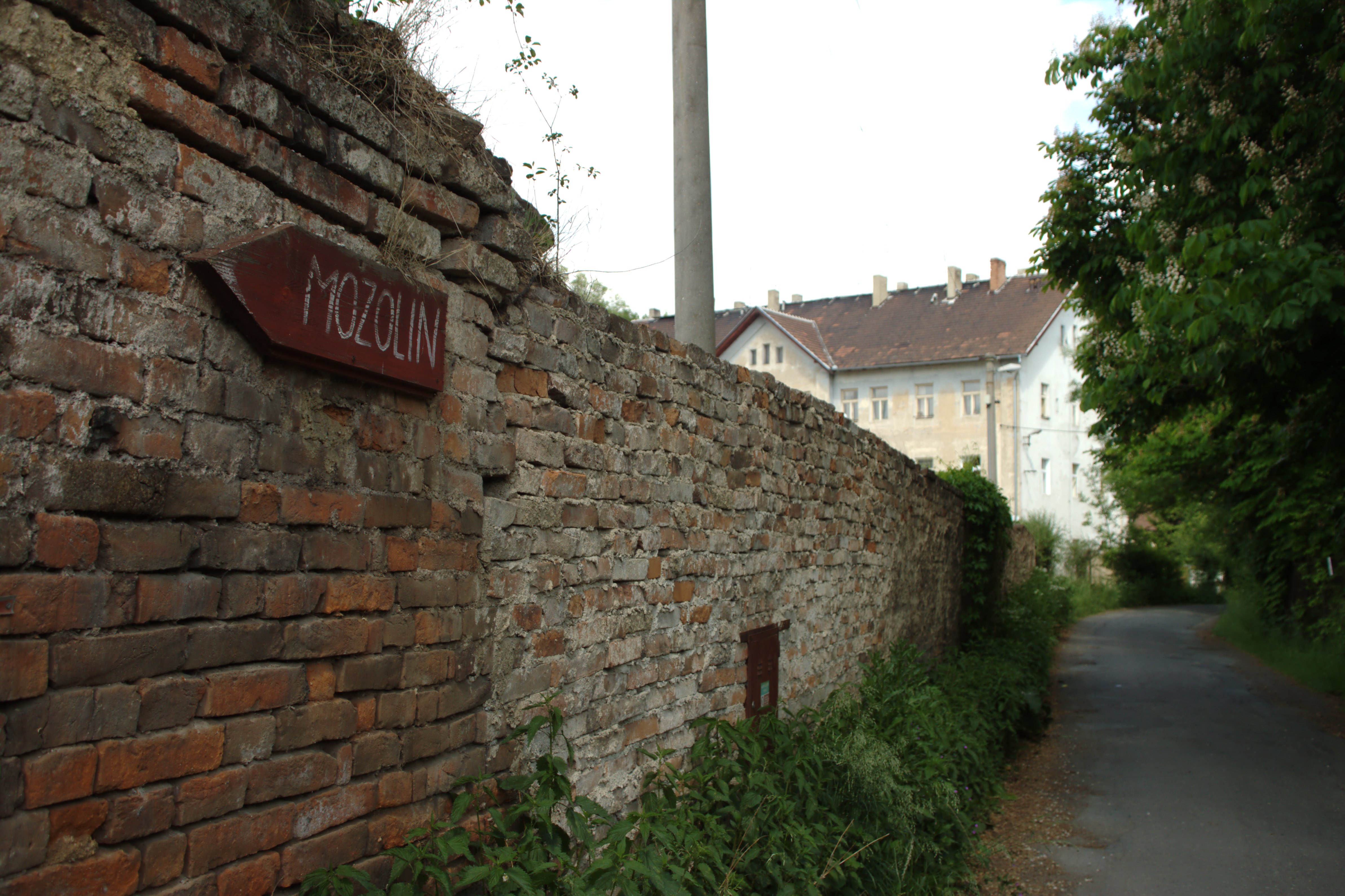
Muur van voormalige suikerfabriek met plaatsnaambordje - op achtergrond Vila Varvažov
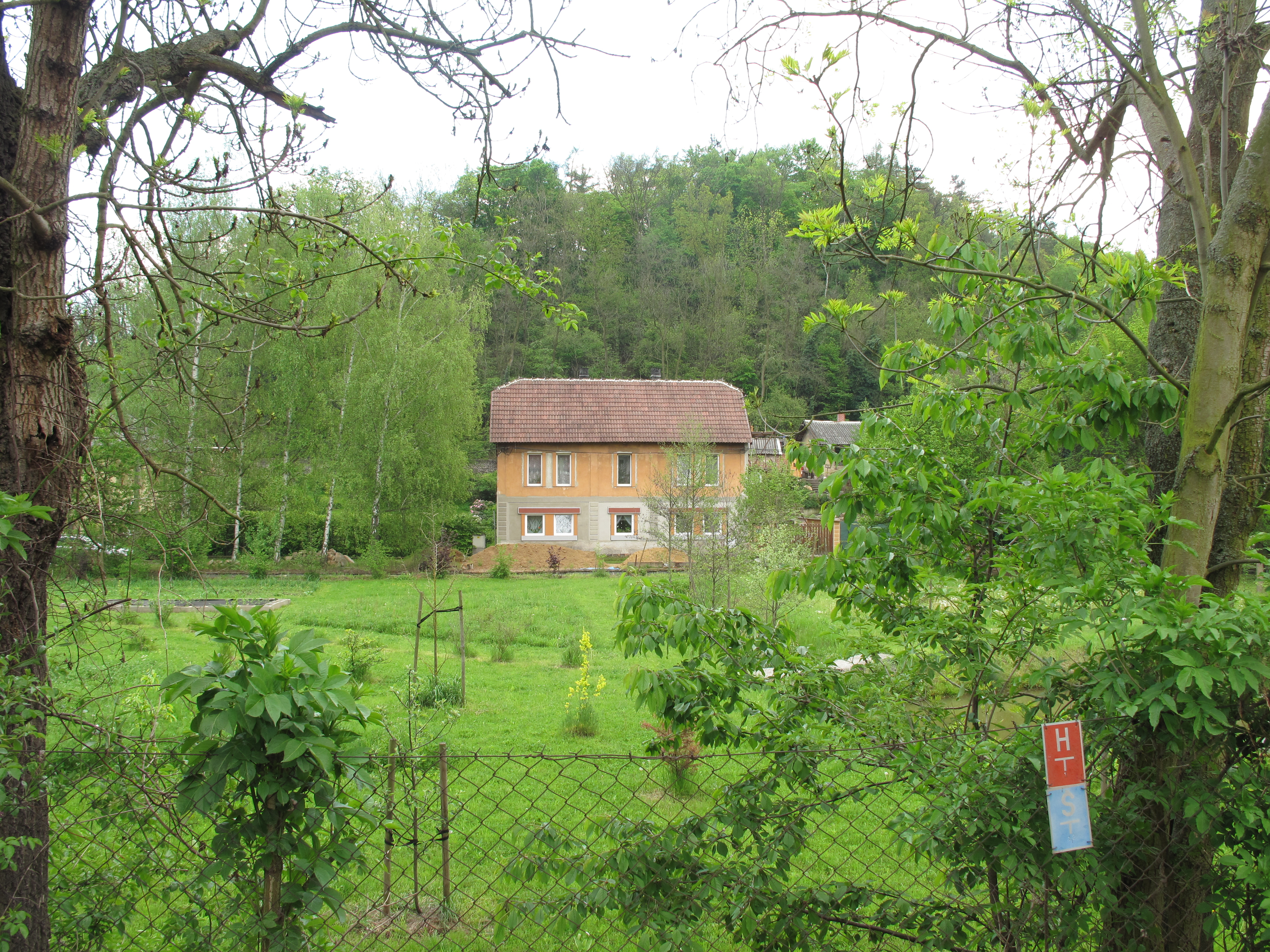
Woonhuis in Mozolín
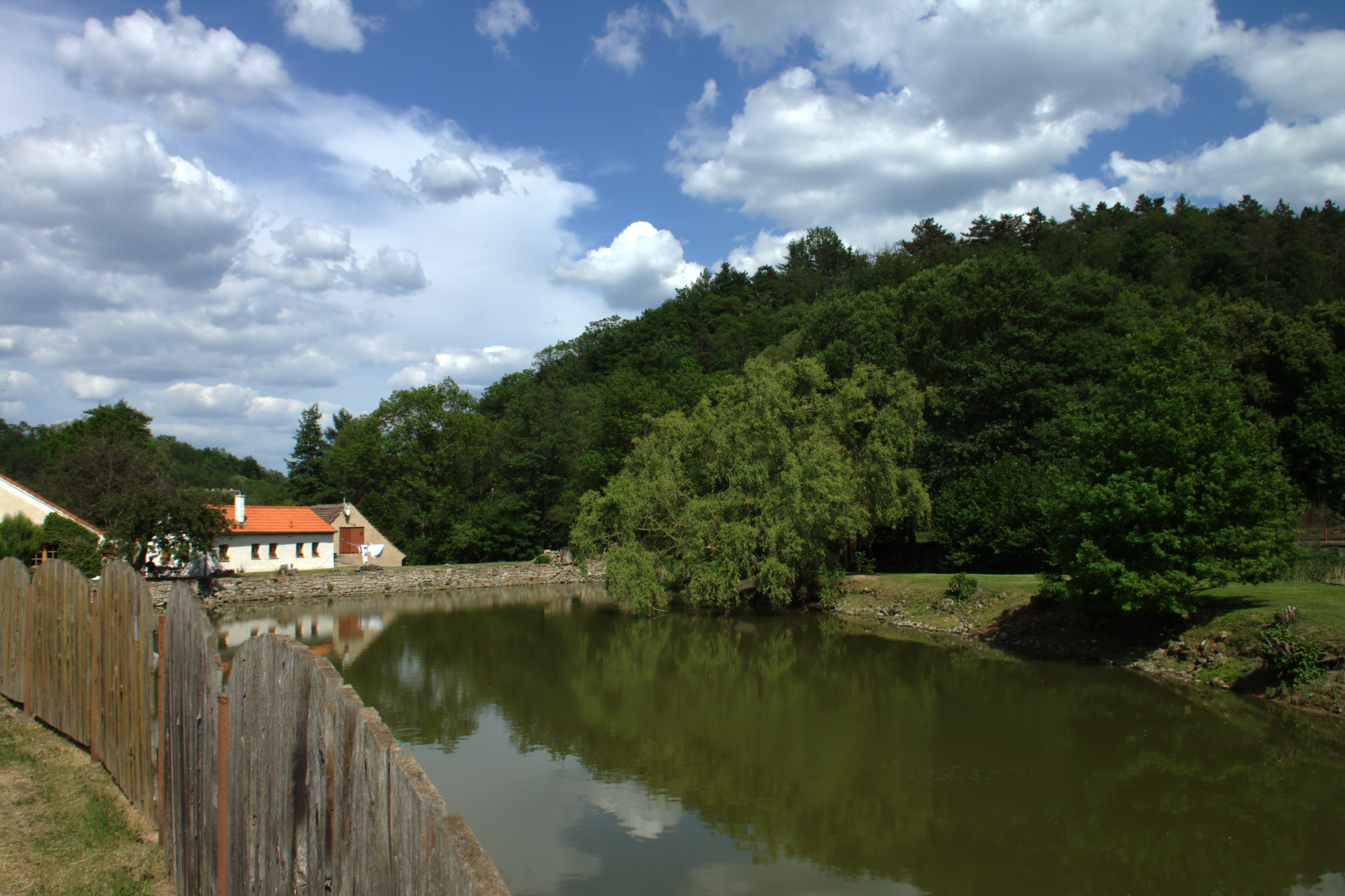
Dorpsvĳver
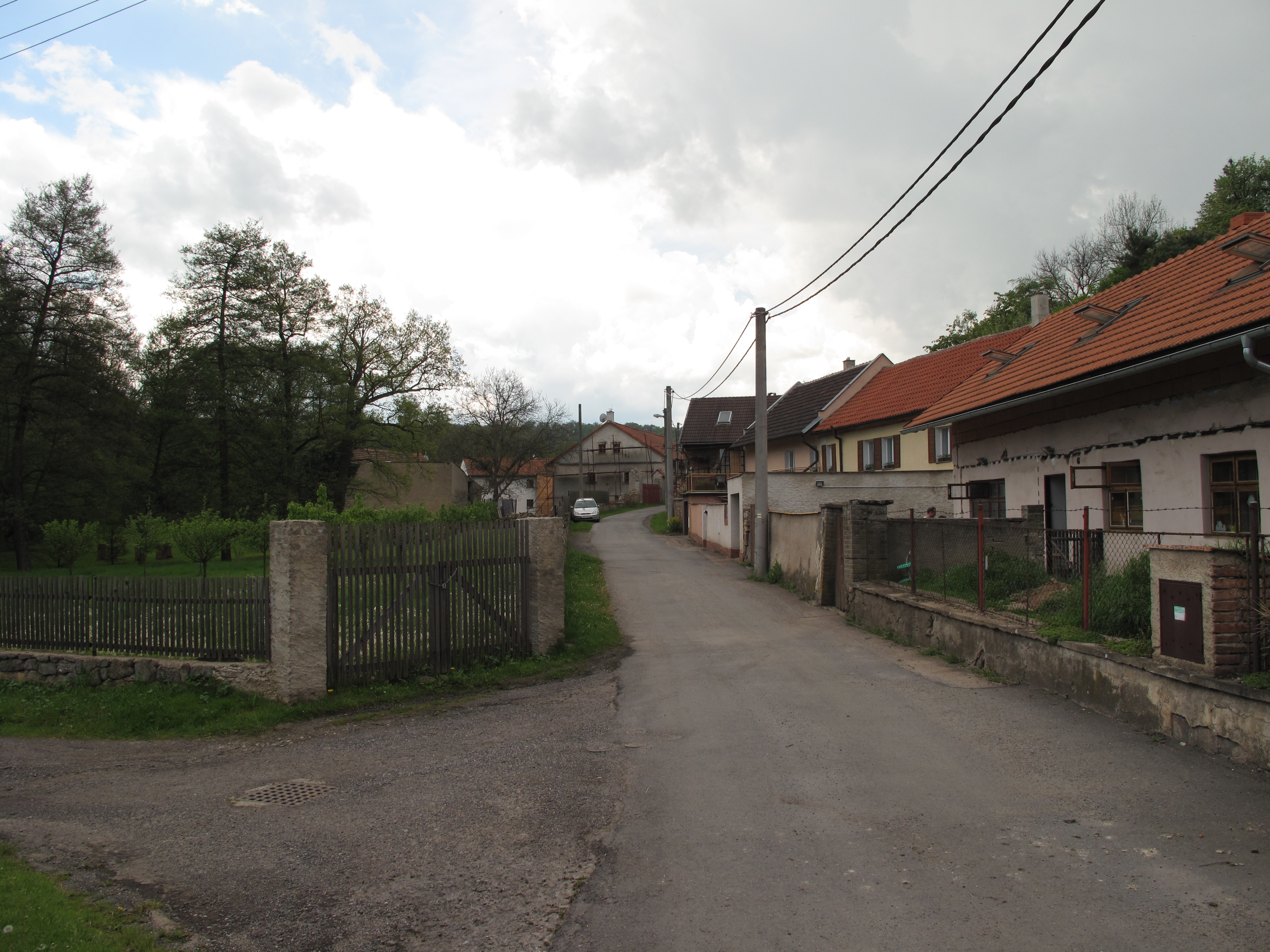
Straat in Mozolín